# デシマ (ゲームエンジン)
DECIMA（デシマ）はオランダのゲーム会社ゲリラゲームズが開発し2013年11月にリリースしたプロプライエタリなゲームエンジン。
ソニー・インタラクティブエンタテインメントの『KILLZONE SHADOW FALL』『アンティル・ドーン 惨劇の山荘』『Horizon Zero Dawn』といったゲームに用いられている。

## 概要
2016年12月の「PlayStation Experience」において、デシマには、世界をまるごと創造するために必要な資源であるAI、game physics、ロジックツール、などが搭載されていることが明かされた。
ゲリラゲームズ社は『Horizon Zero Dawn』や社外の『DEATH STRANDING』の開発で利用された後も、デシマのテクノロジーを進化させ続けている。たとえば液体のシミュレーションや描写、光の反射のシミュレーションや描写の能力を向上させており、SONYの新コンソールPlayStation 5向けのゲームで2021年発売予定の『Horizon Forbidden West』では、たとえば海面のうねり、砂浜に打ち寄せる波、主人公Aloyや機械生命体などが水面を泳ぐなどする時に周囲にできる波紋と波紋の干渉、海中に潜った際の海水の質感、機械生命体から放たれる光が周囲の物と物の間で多重反射する様などがとてもリアルに描写される、ということが2021年6月初頭に公開されたトレーラー・ビデオやそれを見て分析した人々のコメントで明らかにされている。

## ゲームエンジン名
もともとゲリラゲームズでは自社開発したこのゲームエンジンにまったく名前をつけていなかった。というのは、このテクノロジーを社外に公開する気はなかったからである。ゲリラの従業員の間では単に定冠詞をつけて「the engine」と呼ばれていた（社内限定で、従業員共通で使うゲームエンジンがひとつしかない状況では「（あの）エンジン」と呼ぶだけで十分に通じる）。ところが2016年になり急に外部の会社コジマプロダクションとこのゲームエンジンに関してパートナーシップを結ぶことになったことで、これを他と区別できる名前で呼ばなければなくなり、名前をつけることになった。
このような経緯でつけられた名称「デシマ」の由来は、ひとつには出産の女神のデシマ（もしくはデキマ）でもあるが、同時に江戸時代の出島という意味も秘められている（昔からオランダと日本の関係は深く、ゲリラゲームズはオランダの会社である）。出島というのはオランダ帝国と日本が17世紀に貿易でつながって以来深い絆で結ばれていること（日蘭関係）を象徴するものなので、ふさわしい名として選ばれた。
コジマプロダクションが『DEATH STRANDING』でデシマを採用したのは、小島秀夫がゲリラゲームズを訪問した際に、まだ契約も結んでいないのにソースコードを渡され、その心意気に感動したから。